# Consonne affriquée palatale voisée
La consonne affriquée palatale voisée est un son consonantique très fréquent dans de nombreuses langues parlées. Son symbole dans l'alphabet phonétique international est [ɟ͡ʝ], représentant un [ ɟ] et un [ʝ] liés.
Selon les langues, sa phonation voisée, initialement occlusive, peut être relâchée de façon simplement égressive [ɟ͡ʝ], aspirée [ɟ͡ʝʰ], éjective [ɟ͡ʝʼ], etc.

## Caractéristiques
Voici les caractéristiques de la consonne affriquée palatale voisée :
- Son mode d'articulation est affriqué, ce qui signifie qu’elle est produite en empêchant d'abord l'air de passer, puis le relâchant à travers une voie étroite, causant de la turbulence.
- Son point d'articulation est palatal, ce qui signifie qu'elle est articulée au niveau du palais dur, avec une langue convexe et renflée en forme de dôme.
- Sa phonation est voisée, ce qui signifie que les cordes vocales vibrent lors de l’articulation.
- C'est une consonne orale, ce qui signifie que l'air ne s’échappe que par la bouche.
- C'est une consonne centrale, ce qui signifie qu’elle est produite en laissant l'air passer au-dessus du milieu de la langue, plutôt que par les côtés.
- Son mécanisme de courant d'air est égressif pulmonaire, ce qui signifie qu'elle est articulée en poussant l'air par les poumons et à travers le chenal vocatoire, plutôt que par la glotte ou la bouche.

## Symboles de l'API
Son symbole complet dans l'alphabet phonétique international est ɟ͡ʝ, représentant un j sans point barré (ou f culbuté) minuscule dans l'alphabet latin, suivi d'un ʝ (« j queue croisée ») minuscule, reliés par un tirant. Le tirant est souvent omis quand cela ne crée pas d'ambiguïté.
Une alternative non officielle est de mettre le j queue croisée en exposant, pour indiquer le relâchement fricatif de l'affriquée,. Enfin, l'API admettait anciennement une ligature spéciale pour cette affriquée, mais elle n'est plus officielle. 
| ɟ͡ʝ               | ɟ͜ʝ                                   | ɟʝ                            |
| Symbole complet. | Symbole complet (forme alternative). | Forme simplifiée sans tirant. |

| ɟᶨ                   |
| Forme avec exposant. |

## En français
Le français ne possède pas ce son.